# 2024-es Formula–1 katari nagydíj
A katari nagydíj a 2024-es Formula–1 világbajnokság huszonharmadik futama, amelyet 2024. november 29. és december 1. között rendeztek meg mesterséges fényviszonyok között a Losail International Circuit versenypályáján Katarban.

## Választható keverékek
| Abroncs              | Friss | Használt |
| -------------------- | ----- | -------- |
| Kemény keverék (C1)  |       |          |
| Közepes keverék (C2) |       |          |
| Lágy keverék (C3)    |       |          |
| Átmeneti esőgumi (I) |       |          |
| Teljes esőgumi (W)   |       |          |

## Szabadedzés
A katari nagydíj egyetlen szabadedzését november 29-én, péntek délután tartották, magyar idő szerint 14:30-tól.
| helyezés | versenyző        | csapat/motor                 | elért idő | különbség | futott kör |
| -------- | ---------------- | ---------------------------- | --------- | --------- | ---------- |
| 1        | Charles Leclerc  | Ferrari                      | 1:21,953  |           | 29         |
| 2        | Lando Norris     | McLaren-Mercedes             | 1:22,378  | +0,425    | 23         |
| 3        | Oscar Piastri    | McLaren-Mercedes             | 1:22,425  | +0,472    | 25         |
| 4        | Carlos Sainz Jr. | Ferrari                      | 1:22,535  | +0,582    | 30         |
| 5        | Cunoda Júki      | RB-Honda RBPT                | 1:23,045  | +1,092    | 27         |
| 6        | Valtteri Bottas  | Kick Sauber-Ferrari          | 1:23,064  | +1,111    | 29         |
| 7        | Lance Stroll     | Aston Martin Aramco-Mercedes | 1:23,099  | +1,146    | 24         |
| 8        | George Russell   | Mercedes                     | 1:23,160  | +1,207    | 26         |
| 9        | Alexander Albon  | Williams-Mercedes            | 1:23,161  | +1,208    | 28         |
| 10       | Lewis Hamilton   | Mercedes                     | 1:23,188  | +1,235    | 26         |
| 11       | Max Verstappen   | Red Bull Racing-Honda RBPT   | 1:23,213  | +1,260    | 26         |
| 12       | Fernando Alonso  | Aston Martin Aramco-Mercedes | 1:23,227  | +1,274    | 24         |
| 13       | Nico Hülkenberg  | Haas-Ferrari                 | 1:23,245  | +1,292    | 26         |
| 14       | Liam Lawson      | RB-Honda RBPT                | 1:23,562  | +1,609    | 28         |
| 15       | Pierre Gasly     | Alpine-Renault               | 1:23,620  | +1,667    | 28         |
| 16       | Kevin Magnussen  | Haas-Ferrari                 | 1:23,715  | +1,762    | 27         |
| 17       | Csou Kuan-jü     | Kick Sauber-Ferrari          | 1:23,880  | +1,927    | 27         |
| 18       | Sergio Pérez     | Red Bull Racing-Honda RBPT   | 1:24,039  | +2,086    | 26         |
| 19       | Franco Colapinto | Williams-Mercedes            | 1:24,200  | +2,247    | 29         |
| 20       | Esteban Ocon     | Alpine-Renault               | 1:24,280  | +2,327    | 21         |

## Sprintidőmérő
| helyezés | rajtszám | versenyző        | csapat/motor                 | 1. rész  | 2. rész  | 3. rész  | rajthely | futott kör |
| -------- | -------- | ---------------- | ---------------------------- | -------- | -------- | -------- | -------- | ---------- |
| 1        | 4        | Lando Norris     | McLaren-Mercedes             | 1:21,356 | 1:21,231 | 1:21,012 | 1        | 16         |
| 2        | 63       | George Russell   | Mercedes                     | 1:22,021 | 1:21,488 | 1:21,075 | 2        | 16         |
| 3        | 81       | Oscar Piastri    | McLaren-Mercedes             | 1:22,218 | 1:21,548 | 1:21,171 | 3        | 16         |
| 4        | 55       | Carlos Sainz Jr. | Ferrari                      | 1:21,838 | 1:21,809 | 1:21,281 | 4        | 19         |
| 5        | 16       | Charles Leclerc  | Ferrari                      | 1:22,156 | 1:21,818 | 1:21,308 | 5        | 18         |
| 6        | 1        | Max Verstappen   | Red Bull Racing-Honda RBPT   | 1:22,033 | 1:21,784 | 1:21,315 | 6        | 21         |
| 7        | 44       | Lewis Hamilton   | Mercedes                     | 1:22,151 | 1:21,734 | 1:21,474 | 7        | 19         |
| 8        | 10       | Pierre Gasly     | Alpine-Renault               | 1:22,586 | 1:22,352 | 1:21,978 | 8        | 19         |
| 9        | 27       | Nico Hülkenberg  | Haas-Ferrari                 | 1:22,569 | 1:22,318 | 1:22,088 | 9        | 15         |
| 10       | 30       | Liam Lawson      | RB-Honda RBPT                | 1:22,705 | 1:22,393 | 1:22,577 | 10       | 20         |
| 11       | 14       | Fernando Alonso  | Aston Martin Aramco-Mercedes | 1:22,499 | 1:22,433 |          | 11       | 12         |
| 12       | 23       | Alexander Albon  | Williams-Mercedes            | 1:22,705 | 1:22,526 |          | 12       | 14         |
| 13       | 77       | Valtteri Bottas  | Kick Sauber-Ferrari          | 1:22,506 | 1:22,538 |          | 13       | 13         |
| 14       | 18       | Lance Stroll     | Aston Martin Aramco-Mercedes | 1:22,522 | 1:22,599 |          | 14       | 14         |
| 15       | 20       | Kevin Magnussen  | Haas-Ferrari                 | 1:22,560 | 1:22,738 |          | 15       | 14         |
| 16       | 11       | Sergio Pérez     | Red Bull Racing-Honda RBPT   | 1:22,718 |          |          | boxutca  | 7          |
| 17       | 22       | Cunoda Júki      | RB-Honda RBPT                | 1:22,722 |          |          | 16       | 7          |
| 18       | 31       | Esteban Ocon     | Alpine-Renault               | 1:22,906 |          |          | 17       | 7          |
| 19       | 24       | Csou Kuan-jü     | Kick Sauber-Ferrari          | 1:22,948 |          |          | 18       | 8          |
| 20       | 43       | Franco Colapinto | Williams-Mercedes            | 1:23,423 |          |          | boxutca  | 8          |

## Sprintfutam
| helyezés | rajtszám | versenyző        | csapat/motor                 | futott kör | idő/kiesés oka | rajthely | pont |
| -------- | -------- | ---------------- | ---------------------------- | ---------- | -------------- | -------- | ---- |
| 1        | 81       | Oscar Piastri    | McLaren-Mercedes             | 19         | 27:03,010      | 3        | 8    |
| 2        | 4        | Lando Norris     | McLaren-Mercedes             | 19         | +0,136         | 1        | 7    |
| 3        | 63       | George Russell   | Mercedes                     | 19         | +0,410         | 2        | 6    |
| 4        | 55       | Carlos Sainz Jr. | Ferrari                      | 19         | +1,326         | 4        | 5    |
| 5        | 16       | Charles Leclerc  | Ferrari                      | 19         | +5,073         | 5        | 4    |
| 6        | 44       | Lewis Hamilton   | Mercedes                     | 19         | +5,650         | 7        | 3    |
| 7        | 27       | Nico Hülkenberg  | Haas-Ferrari                 | 19         | +8,508         | 9        | 2    |
| 8        | 1        | Max Verstappen   | Red Bull Racing-Honda RBPT   | 19         | +10,368        | 6        | 1    |
| 9        | 10       | Pierre Gasly     | Alpine-Renault               | 19         | +14,513        | 8        |      |
| 10       | 20       | Kevin Magnussen  | Haas-Ferrari                 | 19         | +15,485        | 15       |      |
| 11       | 14       | Fernando Alonso  | Aston Martin Aramco-Mercedes | 19         | +19,204        | 11       |      |
| 12       | 77       | Valtteri Bottas  | Sauber-Ferrari               | 19         | +23,351        | 13       |      |
| 13       | 18       | Lance Stroll     | Aston Martin Aramco-Mercedes | 19         | +24,421        | 14       |      |
| 14       | 31       | Esteban Ocon     | Alpine-Renault               | 19         | +30,379        | 17       |      |
| 15       | 23       | Alexander Albon  | Williams-Mercedes            | 19         | +33,062        | 12       |      |
| 16       | 30       | Liam Lawson      | RB-Honda RBPT                | 19         | +34,356        | 10       |      |
| 17       | 22       | Cunoda Júki      | RB-Honda RBPT                | 19         | +35,102        | 16       |      |
| 18       | 43       | Franco Colapinto | Williams-Mercedes            | 19         | +35,639        | boxutca  |      |
| 19       | 24       | Csou Kuan-jü     | Sauber-Ferrari               | 19         | +1:11,436      | 18       |      |
| 20       | 11       | Sergio Pérez     | Red Bull Racing-Honda RBPT   | 19         | +1:14,371      | boxutca  |      |

## Időmérő edzés
| helyezés | rajtszám | versenyző        | csapat/motor                 | 1. rész  | 2. rész  | 3. rész  | rajthely | futott kör |
| -------- | -------- | ---------------- | ---------------------------- | -------- | -------- | -------- | -------- | ---------- |
| 1        | 1        | Max Verstappen   | Red Bull Racing-Honda RBPT   | 1:21,579 | 1:20,687 | 1:20,520 | 2        | 22         |
| 2        | 63       | George Russell   | Mercedes                     | 1:21,241 | 1:21,069 | 1:20,575 | 1        | 28         |
| 3        | 4        | Lando Norris     | McLaren-Mercedes             | 1:21,578 | 1:20,983 | 1:20,772 | 3        | 22         |
| 4        | 81       | Oscar Piastri    | McLaren-Mercedes             | 1:21,821 | 1:21,121 | 1:20,829 | 4        | 22         |
| 5        | 16       | Charles Leclerc  | Ferrari                      | 1:21,278 | 1:21,000 | 1:20,852 | 5        | 26         |
| 6        | 44       | Lewis Hamilton   | Mercedes                     | 1:21,637 | 1:21,095 | 1:21,011 | 6        | 27         |
| 7        | 55       | Carlos Sainz Jr. | Ferrari                      | 1:21,447 | 1:21,199 | 1:21,041 | 7        | 26         |
| 8        | 14       | Fernando Alonso  | Aston Martin Aramco-Mercedes | 1:21,608 | 1:21,208 | 1:21,251 | 8        | 19         |
| 9        | 11       | Sergio Pérez     | Red Bull Racing-Honda RBPT   | 1:21,675 | 1:21,425 | 1:21,425 | 9        | 22         |
| 10       | 20       | Kevin Magnussen  | Haas-Ferrari                 | 1:21,891 | 1:21,387 | 1:21,500 | 10       | 26         |
| 11       | 10       | Pierre Gasly     | Alpine-Renault               | 1:21,843 | 1:21,437 |          | 11       | 18         |
| 12       | 24       | Csou Kuan-jü     | Kick Sauber-Ferrari          | 1:22,103 | 1:21,501 |          | 12       | 19         |
| 13       | 77       | Valtteri Bottas  | Kick Sauber-Ferrari          | 1:21,927 | 1:21,731 |          | 13       | 19         |
| 14       | 22       | Cunoda Júki      | RB-Honda RBPT                | 1:22,364 | 1:21,771 |          | 14       | 16         |
| 15       | 18       | Lance Stroll     | Aston Martin Aramco-Mercedes | 1:22,011 | 1:21,911 |          | 15       | 14         |
| 16       | 23       | Alexander Albon  | Williams-Mercedes            | 1:22,390 |          |          | 16       | 9          |
| 17       | 30       | Liam Lawson      | RB-Honda RBPT                | 1:22,411 |          |          | 17       | 10         |
| 18       | 27       | Nico Hülkenberg  | Haas-Ferrari                 | 1:22,442 |          |          | 18       | 10         |
| 19       | 43       | Franco Colapinto | Williams-Mercedes            | 1:22,594 |          |          | 19       | 9          |
| 20       | 31       | Esteban Ocon     | Alpine-Renault               | 1:22,714 |          |          | 20       | 10         |

## Futam
| helyezés | rajtszám | versenyző        | csapat/motor                 | futott kör | idő/kiesés oka   | rajthely | pont |
| -------- | -------- | ---------------- | ---------------------------- | ---------- | ---------------- | -------- | ---- |
| 1        | 1        | Max Verstappen   | Red Bull Racing-Honda RBPT   | 57         | 1:31:05,323      | 2        | 25   |
| 2        | 16       | Charles Leclerc  | Ferrari                      | 57         | +6,031           | 5        | 18   |
| 3        | 81       | Oscar Piastri    | McLaren-Mercedes             | 57         | +6,819           | 4        | 15   |
| 4        | 63       | George Russell   | Mercedes                     | 57         | +14,104          | 1        | 12   |
| 5        | 10       | Pierre Gasly     | Alpine-Renault               | 57         | +16,782          | 11       | 10   |
| 6        | 55       | Carlos Sainz Jr. | Ferrari                      | 57         | +17,476          | 7        | 8    |
| 7        | 14       | Fernando Alonso  | Aston Martin Aramco-Mercedes | 57         | +19,867          | 8        | 6    |
| 8        | 24       | Csou Kuan-jü     | Sauber-Ferrari               | 57         | +25,360          | 12       | 4    |
| 9        | 20       | Kevin Magnussen  | Haas-Ferrari                 | 57         | +32,177          | 10       | 2    |
| 10       | 4        | Lando Norris     | McLaren-Mercedes             | 57         | +35,762          | 3        | 2    |
| 11       | 77       | Valtteri Bottas  | Sauber-Ferrari               | 57         | +50,243          | 13       |      |
| 12       | 44       | Lewis Hamilton   | Mercedes                     | 57         | +56,122          | 6        |      |
| 13       | 22       | Cunoda Júki      | RB-Honda RBPT                | 57         | +1:01,100        | 14       |      |
| 14       | 30       | Liam Lawson      | RB-Honda RBPT                | 57         | +1:02,656        | 17       |      |
| 15       | 23       | Alexander Albon  | Williams-Mercedes            | 56         | +1 kör           | 16       |      |
| Ki       | 27       | Nico Hülkenberg  | Haas-Ferrari                 | 39         | kicsúszás        | 18       |      |
| Ki       | 11       | Sergio Pérez     | Red Bull Racing-Honda RBPT   | 38         | kuplung          | 9        |      |
| Ki       | 18       | Lance Stroll     | Aston Martin Aramco-Mercedes | 8          | baleseti sérülés | 15       |      |
| Ki       | 31       | Esteban Ocon     | Alpine-Renault               | 0          | baleset          | 20       |      |
| Ki       | 43       | Franco Colapinto | Williams-Mercedes            | 0          | baleset          | 19       |      |